# 胡若愚 (雲南)
胡 若愚（こ じゃくぐ）は、中華民国の軍人。雲南派（滇軍）の有力軍人である。後に国民革命軍、新広西派に属した。別名は学礼。字は子嘉。同時代には、奉天派の政治家で国民政府時代に青島市長などをつとめた胡若愚という人物もいるが、これは同姓同名の別人である。 

## 事績

### 滇軍での昇進
地主の家柄で、父は秀才である。胡若愚は、羅平両等小学堂を卒業後、1910年（宣統2年）に雲南陸軍講武堂第4期で学ぶ。1911年（宣統3年）10月の昆明重九起義（雲南辛亥革命）では、革命派として参加した。その後は、唐継尭の下で昇進を重ね、護国戦争や護法戦争にも参戦している。1918年（民国7年）、旅長となった。
1922年（民国11年）春、胡若愚は、唐継尭から第2路司令兼前敵副総指揮（すぐに総指揮に昇格）に任命され、顧品珍を倒して唐の復権に貢献した。この功績により、胡は滇中鎮守使兼戒厳司令に任じられ昆明に駐屯した。まもなく滇南鎮守使に異動し、蒙自に駐屯した。この時、竜雲・張汝驥・李選廷も鎮守使に任命され、胡とともに唐配下の4鎮守使となっている。
1925年（民国14年）、唐継尭の命令により、胡若愚は竜雲らとともに広西省へ進攻した。しかし、李宗仁ら新広西派の反撃にあって敗退した。その後、唐が弟の唐継虞らを重用して4鎮守使の権限を削減しようとする。さらに国民政府に逆らって独自路線をとろうとしたため、胡、竜らは反感を抱いた。
1927年（民国16年）2月6日、4鎮守使は兵変を起こして唐兄弟を下野に追い込む。3月8日、胡若愚は、雲南省政府省務委員会主席委員として、国民政府への忠誠を誓った。胡は国民革命軍第39軍軍長、竜は国民革命軍第38軍軍長にそれぞれ任命されている。

### 竜雲に敗北
まもなく胡若愚と竜雲との間で、主導権争いの対立が激化する。6月14日、胡は竜に先制攻撃を仕掛けて、これを捕虜とした。しかし、竜配下の盧漢は昆明から脱出し、雲南軍でも声望の高かった胡瑛を擁立して、胡若愚への反撃を開始する。戦局不利となった胡若愚は、やむなく竜を解放し、いったん昆明を離れた。胡若愚は、張汝驥に加え、貴州省政府主席周西成とも連携して、竜への反撃を試みた。しかし1929年（民国18年）7月、胡若愚は完全に敗北して雲南を追われてしまう。
その後の胡若愚は、李宗仁ら新広西派に与した。反蔣介石の軍事活動にも参加したが、失敗に終わる。1933年（民国22年）から、胡はドイツへ留学して軍事を学んだ。1936年（民国25年）夏に帰国している。翌年に日中戦争（抗日戦争）が勃発すると、胡は李のいる第5戦区の代理参謀長に任命された。その後も各職を歴任している。
日中戦争終結後、胡若愚は、いったん退役した。1948年（民国37年）、行憲国民大会代表に当選し、李宗仁の副総統当選のために尽力している。1949年（民国38年）2月、雲南出身の第58軍軍長兼第11兵団司令魯道源（白崇禧配下）の推薦により、胡は同兵団副司令として軍に復帰した。9月、胡は第58軍軍長となる。その後、病のため入院した魯に代わって第11兵団を率いることになる。
同年11月28日、広西省容県で、胡若愚は中国人民解放軍と交戦した。しかし敗北して軍を殲滅され、胡自身も銃弾を浴びて戦死した。享年56。

## 注
1. ↑  玉林新聞網(2009)。